# Su Kim
Su Kim é uma produtora cinematográfica americana. Como reconhecimento, foi nomeada ao Óscar 2019 na categoria de Melhor Documentário em Longa-metragem por Hale County This Morning, This Evening (2018).